# Live in Colombia
The Alan Parsons Symphonic Project Live in Colombia es un álbum en vivo del grupo de rock progresivo The Alan Parsons Symphonic Project publicado el 27 de mayo de 2016 en Europa y el 24 de junio de ese mismo año en Estados Unidos en formato CD, DVD y LP. El álbum contiene la grabación de una presentación en vivo en la ciudad de Medellín, Colombia, en el Parque de los Pies Descalzos, el 31 de agosto de 2013 con la participación de la Orquesta Filarmónica de Medellín.

## Lista de canciones
1. "I Robot" (6:24)
2. "Damned If I Do" (4:33)
3. "Don't Answer Me" (4:36)
4. "Breakdown" (4:04)
5. "The Raven" (2:51)
6. "Time" (5:29)
7. "I Wouldn't Want to Be Like You" (4:59)
8. "La Sagrada Familia" (6:04)
9. "The Turn of a Friendly Card, Pt. 1" (2:53)
10. "Snake Eyes" (3:00)
11. "The Ace of Swords" (2:47)
12. "Nothing Left to Lose" (4:34)
13. "The Turn of a Friendly Card, Pt. 2" (4:22)
14. "What Goes Up..." (4:37)
15. "Luciferama" (5:21)
16. "Silence and I" (7:46)
17. "Prime Time" (8:12)
18. "Sirius" (2:12)
19. "Eye in the Sky" (5:11)
20. "Old and Wise" (5:39)
21. "Games People Play" (4:54)

## Créditos
- Alan Parsons - guitarra, teclados, voz
- P. J. Olsson - voz, guitarra acústica
- Guy Erez - bajo, voz
- Danny Thompson - batería
- Alastair Greene - guitarra, voz
- Tom Brooks - teclados, voz
- Todd Cooper - saxofón, guitarra, voz
- Alejandro Posada - director de orquesta